# Korovi
Korovi (cyr. Корови) – wieś w Bośni i Hercegowinie, w Republice Serbskiej, w gminie Srbac. W 2013 roku liczyła 317 mieszkańców.